# النيوكليوتيد الدوري

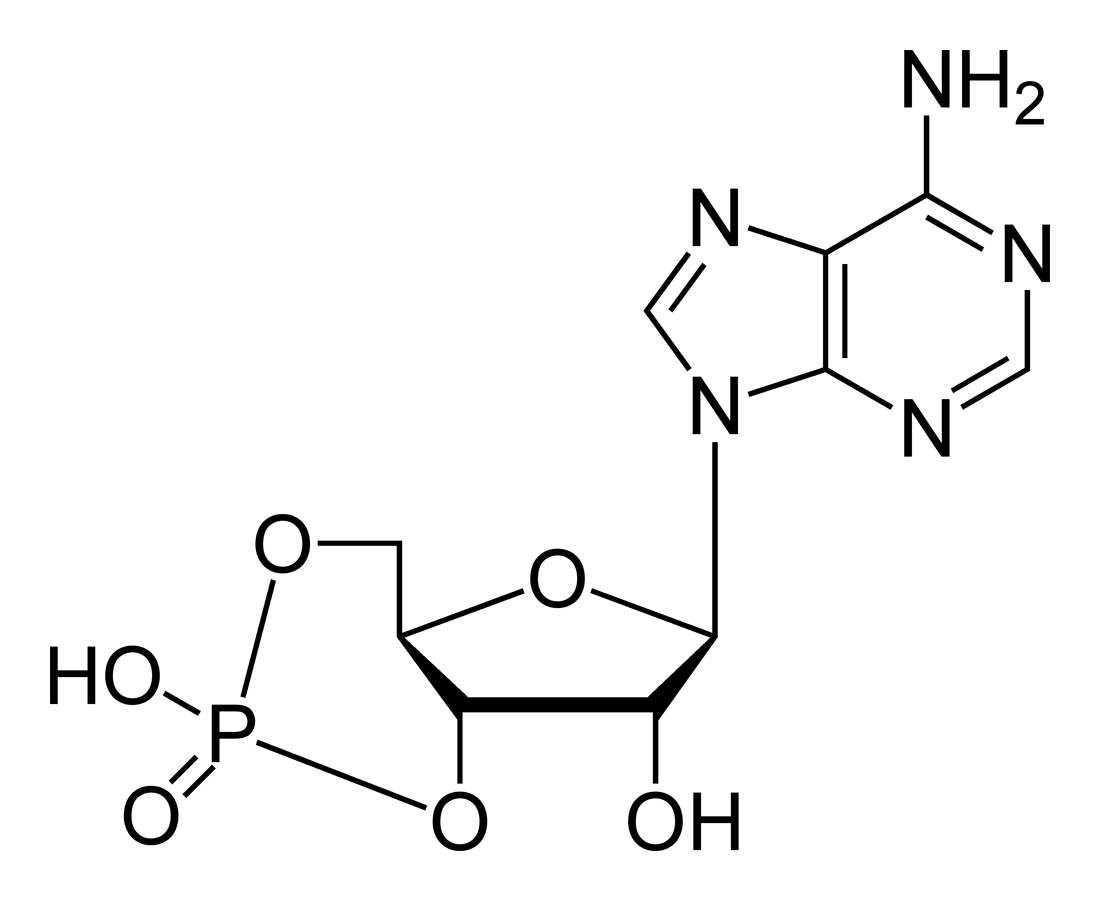
أحادي فوسفات أدينوزين دوري. يشير الجزء الدوري إلى الرابطين الفرديين بين مجموعة الفوسفات والريبوز

النوكليوتيدات الحلقية (بالإنجليزية:Cyclic nucleotide) هي نوكليوتيدات أحادية الفوسفات مع ترتيب رابطة حلقية بين مجموعات السكر والفوسفات. مثل النيوكليوتيدات الأخرى، تتكون النيوكليوتيدات الحلقية من ثلاث مجموعات وظيفية: سكر وقاعدة نيتروجينية ومجموعة فوسفات واحدة. كما يمكن رؤيته في أحادي الفوسفات الأدينوزين الحلقية (أحادي الفوسفات الأدينوزين) وصور أحادية الفوسفات الجوانوزين الحلقية (أحادية الفوسفات الجوانوزين الحلقية) ، يتألف الجزء «الحلقي» من رابطين بين مجموعة الفوسفات و 3 و 5 مجموعات هيدروكسيل من السكر، في كثير من الأحيان الريبوز .
وتشمل أهمية البيولوجية مجموعة واسعة من البروتين - يجند التفاعلات. وقد تم تحديدهم على أنهم مبعوثون ثانويون في كل من إشارات الهرمونات والقنوات الأيونية في الخلايا حقيقية النواة ، بالإضافة إلى مركبات المستجيبات الفوضوية لبروتينات ربط الحمض النووي في الخلايا بدائية النوى . أحادي الفوسفات الأينوزين الحلقية وأحادي الفوسفات الجوانوزين الحلقية هما حاليًا أكثر النوكليوتيدات الحلقية توثيقًا، ولكن هناك دليل على أن السيتوزين ( السيتوزين ) متورط أيضًا في الرسائل الخلوية حقيقية النواة. دور أحادي الفوسفات البول الدوري (دور أحادي الفوسفات البول الدوري) حتى أقل شهرة.
ساهم اكتشاف النيوكليوتيدات الحلقية بشكل كبير في فهم آليات الكيناز والفوسفاتيز ، وكذلك تنظيم البروتين بشكل عام. على الرغم من مرور أكثر من 50 عامًا على اكتشافهم الأولي، إلا أن الاهتمام بالنيوكليوتيدات الحلقية وأهميتها البيوكيميائية والفسيولوجية مستمر.

## التاريخ
إن فهم مفهوم الرسل الثاني، ولا سيما دور النيوكليوتيدات الحلقية وقدرتها على نقل الإشارات الفسيولوجية إلى الخلية ، له أصوله في البحث عن استقلاب الجليكوجين من قبل كارل وجيرتي كوري ، حيث حصلوا على جائزة نوبل. جائزة في علم وظائف الأعضاء أو الطب عام 1947.  أضاف عدد من الاكتشافات الإضافية ولكن المهمة خلال الخمسينات إلى أبحاثهم، مع التركيز بشكل أساسي على نشاط فسفوريلاز الجليكوجين في كبد الكلب. يحفز فوسفوريلاز الجليكوجين الخطوة الأولى في انحلال الجليكوجين ، وهي عملية كسر الجليكوجين إلى أجزاء الجلوكوز البديلة.  درس إيرل ساذرلاند تأثير هرمونات الأدرينالين والجلوكاجون على فسفوريلاز الجليكوجين، وحصل على جائزة نوبل في علم وظائف الأعضاء أو الطب في عام 1971.
في عام 1956 اكتشف إدوين كريبس وإدموند فيشر أن الأدينوزين ثلاثي الفوسفات مطلوب لتحويل جلفوجين فسفوريلاز ب إلى جليكوجين فوسفوريلاز أ. أثناء التحقيق في عمل الأدرينالين على تحلل الجليكوجين في العام التالي، أفاد ساذرلاند ووالتر واسليت أن الفوسفات غير العضوي يتم إطلاقه عندما يتم تعطيل إنزيم فوسفوريلاز الكبد. ولكن عندما يتم تنشيطه، فإنه يدمج الفوسفات.  تم أخيرا تنقية «العامل النشط» الذي أنتجته الهرمونات  في عام 1958 ، ثم تم تحديده لاحتوائه على الريبوز والفوسفات والأدينين بنسب متساوية. علاوة على ذلك، ثبت أن هذا العامل عاد إلى إنزيم فوسفورية الكبد عندما تم تعطيله.
اكتشف إفجني فيسينكو وستانزليف كوليزينكوف وأركادي ليبراسكي في عام 1985 أن أحادي الفوسفات الجوانوزين الدوري (أحادي الفوسفات الجوانوزين الدوري) يمكنه بدء الاستجابة الضوئية في القضبان . بعد فترة وجيزة، ودور النوكليوتيدات الحلقية في القنوات الأيونية بوابات من حساس للكيماويات أهداب من الخلايا العصبية الحسية الشمية جاء عن تاداشي ناكامورا وجيفري الذهب. في عام 1992 ، كشف لورنس هاينز ووكينج-وايا ياو عن دور النوكليوتيدات الحلقية في قناة المستقبلات الضوئية المخروطية التي تعتمد على الضوء.  بحلول نهاية العقد، تم فهم وجود نوعين من المستقبلات داخل الغشاء: أر إس (الذي يحفز محلقة الأدينيلات ) و أر أي (الذي يمنع محلقة الأدينيلات). أفاد وي-حين تانغ وجيمس  هيرلي في عام 1998 أن أدينيل سيكلاز، الذي يصنع أحادي فوسفات الادينوزين الحلقية، لا ينظمه فقط الهرمونات والناقلات العصبية ، ولكن أيضًا عن طريق الفسفرة والكالسيوم والفوركولين والبروتينات الملزمة للنيوكليوتيدات ( جي بروتين ). 

## كيمياء النوكليوتيدات الحلقية

### بناء

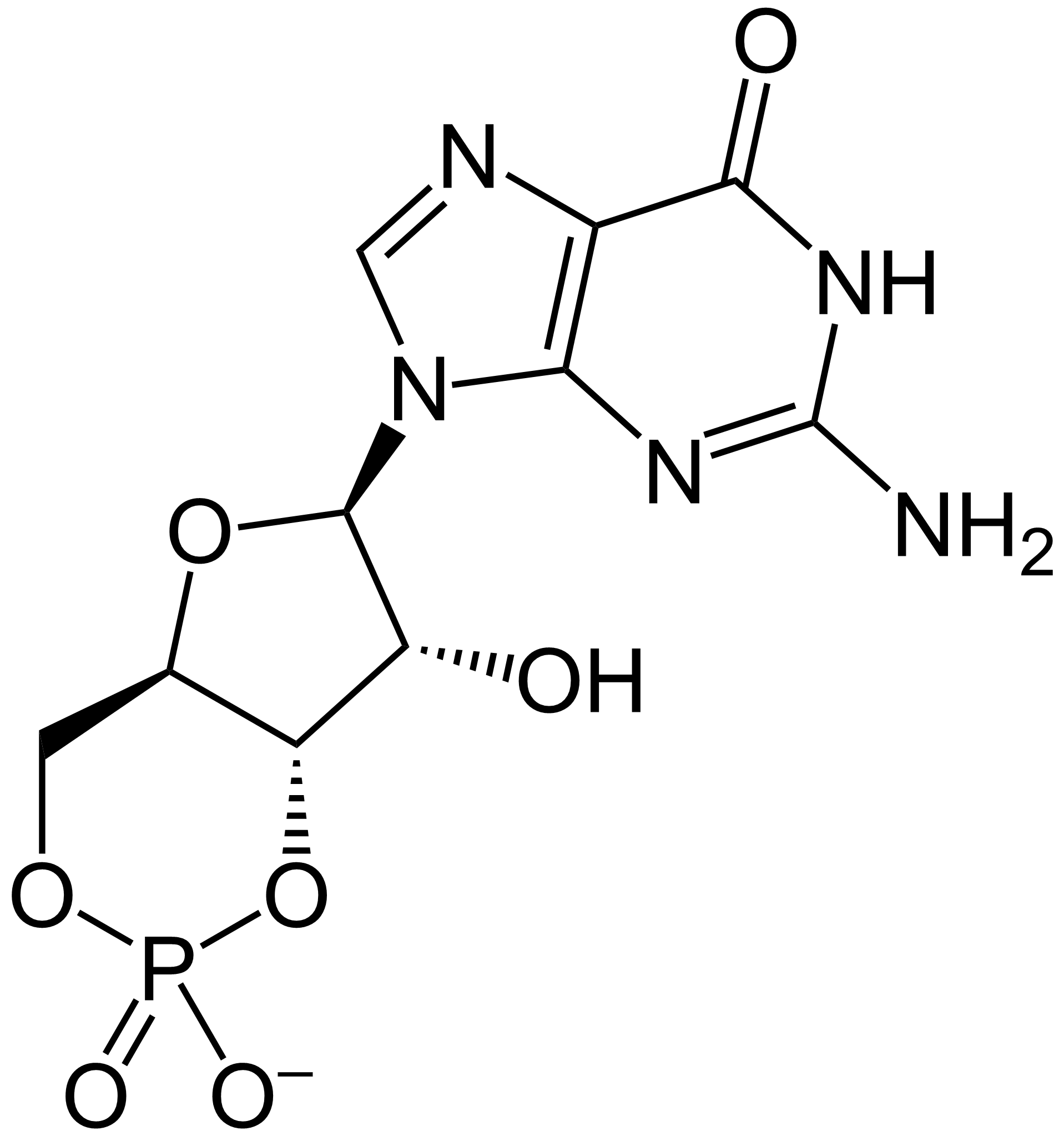
أحادي الفوسفات الجوانوزين الدوري. يشير الجزء الدوري إلى الرابطين الفرديين بين مجموعة الفوسفات والريبوز

أكثر نوكليوتيدات دورية مدروسة جيدًا هي أحادي فوسفات الأدينوزين الدورية (أحادي فوسفات الأدينوزين الحلقية) و أحادي الفوسفات الجوانوزين الدوري (أحادي الفوسفات الجوانوزين الدوري) ، في حين أن لوحة التمثيل الغذائي الشاملة (لوحة التمثيل الغذائي الشاملة) و أحادي فوسفات البول الدورية (أحادي فوسفات البول الدورية) أقل فهمًا. أحادي فوسفات الأدينوزين الدورية هو الأدينوزين ثلاثي وخماسي فوسفات، أحادي فوسفات الجوانوزين هو 3'5'-غوانوزين أحادي الفوسفات، لوحة التمثيل الغذائية الشاملة هي سيتيدين 3 '، 5'-أحادي فوسفات، ودور أحادي الفوسفات البول الدوري هو غلوكوز ثنائي فوسفات اليوريدين، 3'-الفوسفات الدورية. 
يحتوي كل نوكليوتيد دوري على ثلاثة مكونات. يحتوي على قاعدة نيتروجينية (بمعنى أنه يحتوي على النيتروجين): على سبيل المثال، الأدينين في أحادي فوسفات الأدينوزين الحلقية والجوانين في أحادي الفوسفات الجوانوزين الحلقي. كما يحتوي على سكر، على وجه التحديد الريبوز الخماسي الكربون . وأخيرًا، تحتوي النوكليوتيد الدوري على فوسفات. البيورين ذو الحلقة المزدوجة هو القاعدة النيتروجينية لـ أحادي فوسفات الأدينوزين الحلقية وأحادي الفوسفات الجوانوزين الحلقية، في حين أن لكل من السيتوزين والثيامين واليوراسيل قاعدة نيتروجينية أحادية الحلقة ( البيريميدين ).
ترتبط هذه المكونات الثلاثة بحيث يتم إرفاق القاعدة النيتروجينية بالكربون الأول من الريبوز (1 'كربون) ، ومجموعة الفوسفات متصلة بكربون الريبوز 5'. في حين أن جميع النيوكليوتيدات لها هذا الهيكل، فإن مجموعة الفوسفات تقوم باتصال ثان بحلقة الريبوز عند الكربون 3 'في النيوكليوتيدات الدورية. لأن مجموعة الفوسفات لها رابطان منفصلان لسكر الريبوز، فإنها تشكل حلقة دائرية. 
يتم استخدام اصطلاح ترقيم الذرة لتحديد الكربونات والنيتروجين داخل نوكليوتيد دوري. في البنتوز، يتم تسمية الكربون الأقرب إلى مجموعة الكربونيل سي-1. عندما يتم توصيل البنتوز بقاعدة نيتروجينية، يتميز ترقيم ذرة الكربون بترميز أولي (') ، والذي يميز هذه الكربونات عن ترقيم ذرة القاعدة النتروجينية. 
لذلك، بالنسبة لـ أحادي فوسفات الأدينوزين الحلقية، يشير أدينوسين ثلاثي الفوسفات
إلى أن مجموعة فوسفات واحدة تشكل بنية حلقية مع مجموعة الريبوز في ذرتيها 3 'و 5' ، بينما ترتبط مجموعة الريبوز أيضًا بالأدينوزين (يُفهم هذا الرابط ليكون في موضع 1 'من الريبوز).

## الكيمياء الحيوية
تم العثور على النيوكليوتيدات الحلقية في كل من الخلايا بدائية النواة وخلايا حقيقية النواة. يتم الحفاظ على التحكم في التركيزات داخل الخلايا من خلال سلسلة من التفاعلات الإنزيمية التي تشمل العديد من عائلات البروتينات. في الثدييات ذات الترتيب الأعلى، توجد النوكليوتيدات الحلقية في العديد من أنواع الأنسجة.

### التوليف والتدهور

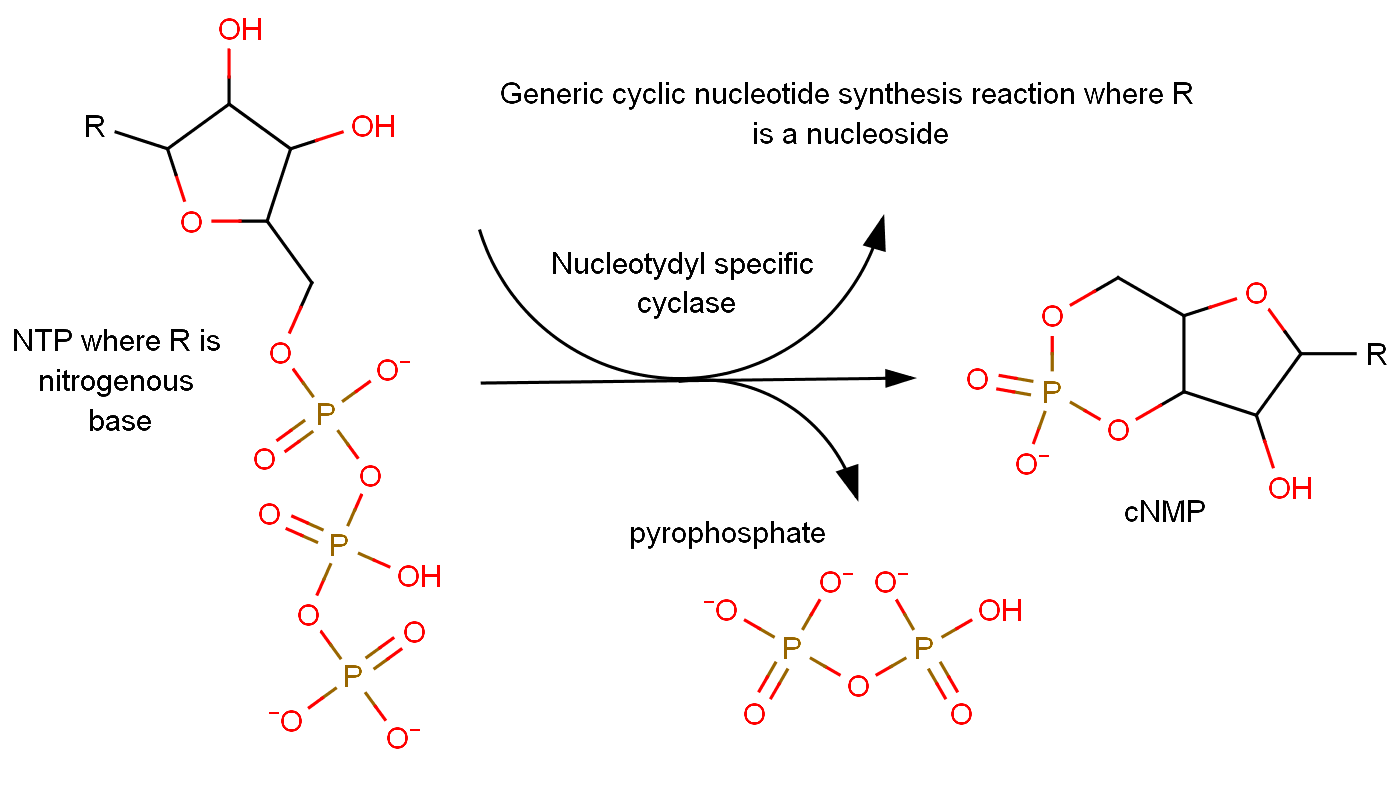
تفاعل النوكليوتيدات الحلقية الحلقية العامة بواسطة السيكلاز

يتم إنتاج النيوكليوتيدات الحلقية من التفاعل العام بروتوكول وقت االشبكة → النيوكليوتيدات الحلقية + مثبط مضخة البروتون،  حيث تمثل ن قاعدة نيتروجينية. يتم تحفيز التفاعل بواسطة سيكلازات نوكليوتيدية محددة، بحيث يتم تحفيز إنتاج أحادي فوسفات الأدينوزين الحلقية بواسطة محلقة الأدينيلات ويتم تحفيز إنتاج أحادي الفوسفات الجوانوزين الحلقية بواسطة محلقة الأدينيلات .  تم العثور على محلقة الأدينيلات في كل من الغشاء والشكل الخلوي ، يمثل فئات بروتين متميزة ومصادر مختلفة من أحادي فوسفات الأدينوزين الحلقية. 

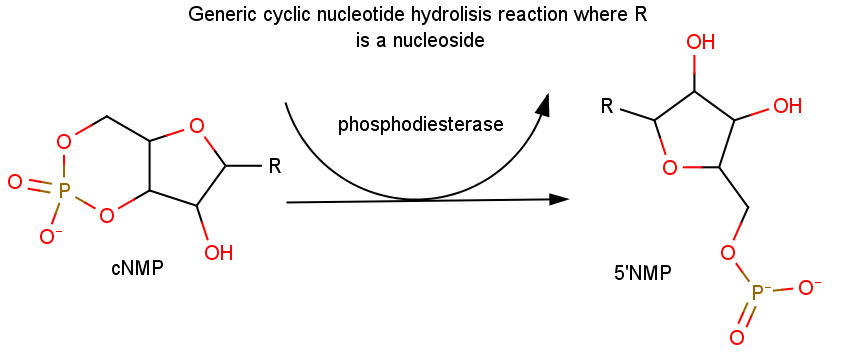
تفاعل هيدروليسيس عام لـ ثلاثية النوكليوتيدات الحلقية رابطة فوسفات ثنائي الأستر

وتدهورت كل من المخيم والمركب من قبل التحلل من 3 ' رابطة فوسفات ثنائي الأستر ، مما أدى إلى 5' النوكليوتيدات الحلقية . يتم تنفيذ التحلل في المقام الأول عن طريق فئة من الإنزيمات المعروفة باسم فوسفوديستراز (معادلة تفاضلية ثنائي ميثيل فورماميد). في خلايا الثدييات، هناك 11 عائلة معادلة تفاضلية ثنائي ميثيل فورماميد معروفة مع أشكال متفاوتة من كل بروتين يتم التعبير عنها بناءً على الاحتياجات التنظيمية للخلية. بعض مركبات الفسفوديستراز خاصة بـ النوكليوتيدات الحلقية، في حين أن البعض الآخر يمكنه التحلل المائي بشكل غير محدد.  ومع ذلك، فإن مسارات الانحطاط أحادي فوسفات الأدينوزين الحلقية وأحادي الفوسفات الجوانوزين الحلقية مفهومة أكثر بكثير من مسارات لوحة التمثيل الغذائية الشاملة أو دور أحادي الفوسفات البول الدوري. تحديد معادلة تفاضلية جزئية ثنائيية ميثيل فورماميد محددة لـ لوحة التمثيل الغذائية الشاملة ودور أحادي الفوسفات البول الدوري ما لم يتم تحديده بدقة. 

### ربط الهدف
يمكن العثور على النيوكليوتيدات الحلقية في العديد من الأنواع المختلفة من الخلايا حقيقية النواة، بما في ذلك قضبان وأقماع المستقبلات الضوئية وخلايا العضلات الملساء وخلايا الكبد . يمكن أن تكون التركيزات الخلوية للنيوكليوتيدات الحلقية منخفضة للغاية، في نطاق 10 107 م ، لأن عملية التمثيل الغذائي والوظيفة غالبًا ما تكون موضعية في أجزاء معينة من الخلية.  يوجد مجال ملزم للغاية لحفظ النوكليوتيد الدوري (سي أن دي) في جميع البروتينات التي تربط النوكليوتيدات الحلقية، بغض النظر عن وظيفتها البيولوجية. يتكون المجال من بنية شطيرة بيتا، مع جيب ملزم للنوكليوتيد الدوري بين أوراق بيتا . يؤدي ربط إلى تغيير في المطابقة يؤثر على نشاط البروتين.  هناك أيضًا بيانات لدعم تأثير الارتباط التآزري بين النيوكليوتيدات الحلقية المتعددة، مع تخفيض في لوحة التمثيل الغذائي الشاملة للتركيز الفعال (تركيز المادة الموافق للتثبيط النصفي) لـ أحادي فوسفات الأدينوزين الحلقية لتنشيط بروتين كيناز ألفا (ثابت تفكك الحمض). 

## مادة الاحياء
تعتبر النيوكليوتيدات الحلقية جزءًا لا يتجزأ من نظام الاتصال الذي يعمل داخل الخلايا.  إنهم بمثابة «الرسل الثاني» من خلال نقل إشارات العديد من الرسل الأوائل، مثل الهرمونات والناقلات العصبية، إلى وجهاتهم الفسيولوجية. تشارك النيوكليوتيدات الحلقية في العديد من الاستجابات الفسيولوجية،  بما في ذلك اقتران المستقبِل-المستجيب، التنظيم المنخفض للاستجابة للأدوية، بروتين عبر غشاء كيناز، وتوصيل الإشارة عبر الغشاء.
تعمل النيوكليوتيدات الحلقية كرسول ثانٍ عندما ترتبط الرسل الأولى، التي لا يمكنها دخول الخلية، بدلاً من ذلك بالمستقبلات في الغشاء الخلوي. يقوم المستقبل بتغيير التكوين ويرسل إشارة تنشط إنزيمًا في غشاء الخلية الداخلي يسمى محلقة الأدينيلات. يؤدي ذلك إلى إطلاق أحادي فوسفات الأدينوزين الحلقية في داخل الخلية، حيث يحفز بروتين كيناز يسمى بروتين كيناز المعتمد على أحادي فوسفات الأدينوسين الحلقي. من خلال البروتينات الفسفورية، يغير البروتين الحلقى المعتمد على أحادي فوسفات الأدينوسين الحلقي نشاط البروتين. ينتهي دور أحادي فوسفات الأدينوزين الحلقية في هذه العملية عند التحلل المائي إلى أحادي فوسفات الأدينوسين الحلقي بواسطة فسفوديستراز. 
| نوكليوتيد دوري                    | بروتينات ربط معروفة                                                                                               | المسار / الرابطة البيولوجية |
| --------------------------------- | --- | --- |
| معسكر                             | 1. بروتين كيناز أ 2. قنوات الأيونات الدائرية النوكليوتيدية 3. إيبك 4. بروتين منشط كاتابوليت (سي أي بي)            | 1. استرخاء العضلات الملساء 2. مستقبلات الصور / حاسة الشم 3. إنتاج الجلوكاجون في خلايا بيتا البنكرياس 4. تنظيم أوبرا لاك في الإشريكية القولونية |
| أحادي الفوسفات الجوانوزين الحلقية | 1. بروتين كيناز المعتمد على أحادي الفوسفات الجوانوزين الحلقية (بي كي جي) 2. قنوات الأيونات الدائرية النوكليوتيدية | 1. استرخاء العضلات الملساء 2. مستقبلات الصور / حاسة الشم                                                                                       |
| لوحة التمثيل الغذائي الشاملة      | 1. أحادي الفوسفات الجوانوزين الحلقية كيناز الأول 2. بروتين كيناز أ                                                | 1. استرخاء العضلات الملساء |

تعتبر النيوكليوتيدات الحلقية مناسبة تمامًا للعمل كرسول ثانٍ لعدة أسباب. إن تركيبها مواتٍ للغاية، وهي مشتقة من مكونات التمثيل الغذائي الشائعة (أدينوسين ثلاثي الفوسفات وثلاثي فوسفات الغوانوزين). عندما تنقسم إلى أحادي فوسفات الأدينوسين الحلقي / أحادية الفوسفات الجوانوزين الحلقية والفوسفات غير العضوي، تكون هذه المكونات غير سامة.  وأخيرًا، يمكن تمييز النيوكليوتيدات الحلقية عن النيوكليوتيدات غير الدورية لأنها أصغر وأقل قطبية . 

### أهمية بيولوجية
تتنوع مشاركة النيوكليوتيدات الحلقية في الوظائف البيولوجية، بينما يستمر فهم دورها في النمو. هناك العديد من الأمثلة على تأثيرها البيولوجي. ترتبط بالذاكرة طويلة المدى وقصيرة المدى.  كما أنها تعمل في الكبد لتنسيق الإنزيمات المختلفة التي تتحكم في جلوكوز الدم والمغذيات الأخرى.  في البكتيريا ، ترتبط النيوكليوتيدات الحلقية ببروتين المنشط الجيني للكاتابوليت، والذي يعمل على زيادة النشاط الأنزيمي الأيضي عن طريق زيادة معدل نسخ الحمض النووي .  كما أنها تسهل ارتخاء خلايا العضلات الملساء في أنسجة الأوعية الدموية ،  وتنشط قنوات الغاز الطبيعي المضغوط الدوري في المستقبلات الضوئية للشبكية والخلايا العصبية الحسية الشمية . بالإضافة إلى ذلك، من المحتمل أن تقوم بتنشيط قنوات الغاز الطبيعي المضغوط الدوري في: حساسية ضوء الغدة الصنوبرية ، والخلايا العصبية الحسية للجهاز الأنفي (الذي يشارك في الكشف عن الفيرومونات ) ، وخلايا مستقبلات الذوق، والإشارة الخلوية في الحيوانات المنوية ، وخلايا الظهارة الهوائية، وهرمون إطلاق الغدد التناسلية (هرمون مطلق لمواجهة الغدد التناسلية) - إفراز خط الخلايا العصبية ، والقناة الكلوية الداخلية النخاعية . 

### طفرات المسار والأمراض ذات الصلة
تتضمن أمثلة اضطرابات مسارات النوكليوتيدات الحلقية ما يلي: الطفرات في جينات قناة الغاز الطبيعي المضغوط التي ترتبط بانحطاط الشبكية وعمى الألوان ؛  وقد تم ربط الإفراط في التعبير عن الخلوي أو قابل للذوبان محلقة الأدينيلات (كيس) بسرطان البروستاتا البشري. تثبيط الكيس، أو ضربة قاضية من قبل تدخل الحمض النووي الريبي (تدخل الرنا) تعداء وقد تبين لمنع انتشار الخلايا السرطانية البروستاتا. يبدو أن المسار التنظيمي جزء من مسار إيبك وليس مسار ثابت تفكك الحمض. 
غالبًا ما تكون فسفوديستراز، المنظم الرئيسي لتدهور النوكليوتيدات الحلقية، أهدافًا للعلاج. الكافيين هو مثبط معادلة تفاضلية جزئية ثنائية ميثيل فورماميد معروفة، في حين أن الأدوية المستخدمة لعلاج ضعف الانتصاب مثل السيلدينافيل والتادالافيل تعمل أيضًا من خلال تثبيط نشاط الفسفوديستراز. 

## روابط خارجية
- Nucleotides,+Cyclic في المكتبة الوطنية الأمريكية للطب نظام فهرسة المواضيع الطبية (MeSH).